# Malvasia di Casorzo d'Asti
Il Malvasia di Casorzo d'Asti o Casorzo o Malvasia di Casorzo è una DOC riservata ad alcuni vini la cui produzione è consentita nelle province di Alessandria e Asti.

## Storia
Il Malvasia di Casorzo ha una storia antica e la presenza in Monferrato, come vino importato, si fa risalire al XIII secolo. Probabilmente dal porto greco di Monenvasaia, grazie a navigatori veneziani abili nei commerci, arrivarono le primi viti di malvaxia che erano dette anche uve greche. La Malvasia è prodotta in Piemonte nel comuni di Casorzo e zone limitrofe comprese nel disciplinare di produzione. La raccolta in genere avviene alla fine di settembre. La Malvasia è ben nota agli enologi per gli aromi particolari, tutti di elevata finezza. I descrittori percepiti: fruttati e floreali in particolare rosa, pesca, albicocca, ribes e lampone.
La Cantina sociale di Casorzo è la protagonista del percorso che ha portato il Malvasia di Casorzo ad affermarsi come uno dei migliori vini da dessert italiani. Mediamente un centinaio di soci raccolgono circa il 95% delle uve atte a produrre questo vino. Risultato della storia degli uomini e della loro terra, la cantina racchiude in sé la sintesi dei mutamenti sociali intercorsi nel Monferrato e al contempo è simbolo di come si siano evolute le tecnologie di vinificazione negli ultimi anni. I viticoltori associati, dopo un anno di lavoro con le dovute e attente cure al vigneto e apprensione per l'andamento climatico, conferiscono la totalità delle loro uve alla cantina sociale che, con le opportune selezioni, può quindi disporre di un prodotto di grande qualità. La Malvasia, definita un vino "dal profumo incantevole e dalla dolcezza raffinata" è un vino doc dal 1968.

## Tipologie

### Malvasia di Casorzo

#### Caratteri organolettici
- Aspetto: rosso rubino vivo, vivace con spuma
- Profumo: caratteristico, fragranza della rosa
- Sapore: dolce e gradevolmente aromatico, morbido, caratteristico.

#### Abbinamenti consigliati
- Aperitivo

Dessert:
- Baci di dama
- Bicciolano biscotto di Vercelli[2]
- Biscotto amaretto
- Bonet budino con o senza cioccolato[3]
- Canestrelli[4]
- Canestrelli novesi[5]
- Cuneese al rum
- Frittelle[6]
- Gianduiotto
- Gaufre biscotto[7]
- Lacabòn grissino al miele
- Nocciolini di Chivasso
- Panna cotta budino
- Paste di meliga